# Фірлюк коричневий
Фірлюк коричневий (Mirafra rufocinnamomea) — вид горобцеподібних птахів родини жайворонкових (Alaudidae). Мешкає в Африці на південь від Сахари. Виділяють низку підвидів.

## Опис
Довжина птаха становить 14—18 см, з яких від 4,6 до 5,8 см припадає на хвіст. Довжина дзьоба становить від 1,4 до 1,75 см. Середня вага становить 21–32 г. Виду не притаманний статевий диморфізм.
Забарвлення птаха здебільшого рудувато-коричневе, спина поцяткована чорними смужками. Над очима кремові "брови", на голові невеликий чуб. Горло білувате, груди рудуваті, поцятковані темними плямками. Крила коричневі, краї рудуваті. Хвіст темно-коричневий з рудуватим відтінком.

## Підвиди
Виділяють п'ятнадцять підвидів:
- M. r. buckleyi (Shelley, 1873) — від південної Мавританії і Сенегалу до північного Камеруну;
- M. r. serlei White, CMN, 1960 — південно-східна Нігерія;
- M. r. tigrina Oustalet, 1892 — від східного Камеруну до півночі ДР Конго;
- M. r. furensis Lynes, 1923 — південний захід Судану;
- M. r. sobatensis Lynes, 1914 — Південний Судан;
- M. r. rufocinnamomea (Salvadori, 1866) — північно-західна, центральна Ефіопія;
- M. r. omoensis Neumann, 1928 — південно-західна Ефіопія;
- M. r. torrida Shelley, 1882 — від сходу Південного Судану і півдня Ефіопії до північної Уганди, Кенії і Танзанії;
- M. r. kawirondensis Van Someren, 1921 — схід ДР Конго, західна Уганда, західна Кенія;
- M. r. fischeri (Reichenow, 1878) — Ангола, південь ДР Конго, північна Замбія, північний Мозамбік, східне узбережжя Африки від Танзанії до Сомалі;
- M. r. schoutedeni White, CMN, 1956 — від Габону і ЦАР до заходу ДР Конго і північно-західної Анголи;
- M. r. lwenarum White, CMN, 1945 — північно-західна Замбія;
- M. r. smithersi White, CMN, 1956 — північна Замбія, Зімбабве, північно-східна Ботсвана, північ ПАР;
- M. r. pintoi White, CMN, 1956 — південний Мозамбік, Есватіні, північний схід ПАР;
- M. r. mababiensis (Roberts, 1932) — від західної Замбії до центральної Ботсвани.

## Поширення і екологія
Коричневі фірлюки живуть в лісосаванах, на луках, порослих чагарниками і акаціями.